# NGC 7044
NGC 7044 ist ein offener Sternhaufen vom Trumpler-Typ II2r im Sternbild Schwan am Nordsternhimmel.
Entdeckt wurde das Objekt am 17. Oktober 1786 von Wilhelm Herschel.